# Savisaari (ö i Finland, Södra Savolax, S:t Michel, lat 61,45, long 27,14)
Savisaari är en ö i Finland. Den ligger i sjön Ala-Kuomio och i kommunen Sankt Michel i den ekonomiska regionen  S:t Michel och landskapet Södra Savolax, i den södra delen av landet, 180 km nordost om huvudstaden Helsingfors. Öns area är 0,6 hektar och dess största längd är 130 meter i nord-sydlig riktning.